# Carmel-by-the-Sea (Kalifornija)
Carmel-by-the-Sea je grad u američkoj saveznoj državi Kalifornija. Prema popisu stanovništva iz 2010. u njemu je živjelo 3,722 stanovnika.